# Curtiss XF13C
Curtis XF13C (Model 70) là một loại máy bay tiêm kích hoạt động trên tàu sân bay của Hoa Kỳ, do hãng Curtiss Aeroplane and Motor Company chế tạo.

## Tính năng kỹ chiến thuật (XF13C-3)

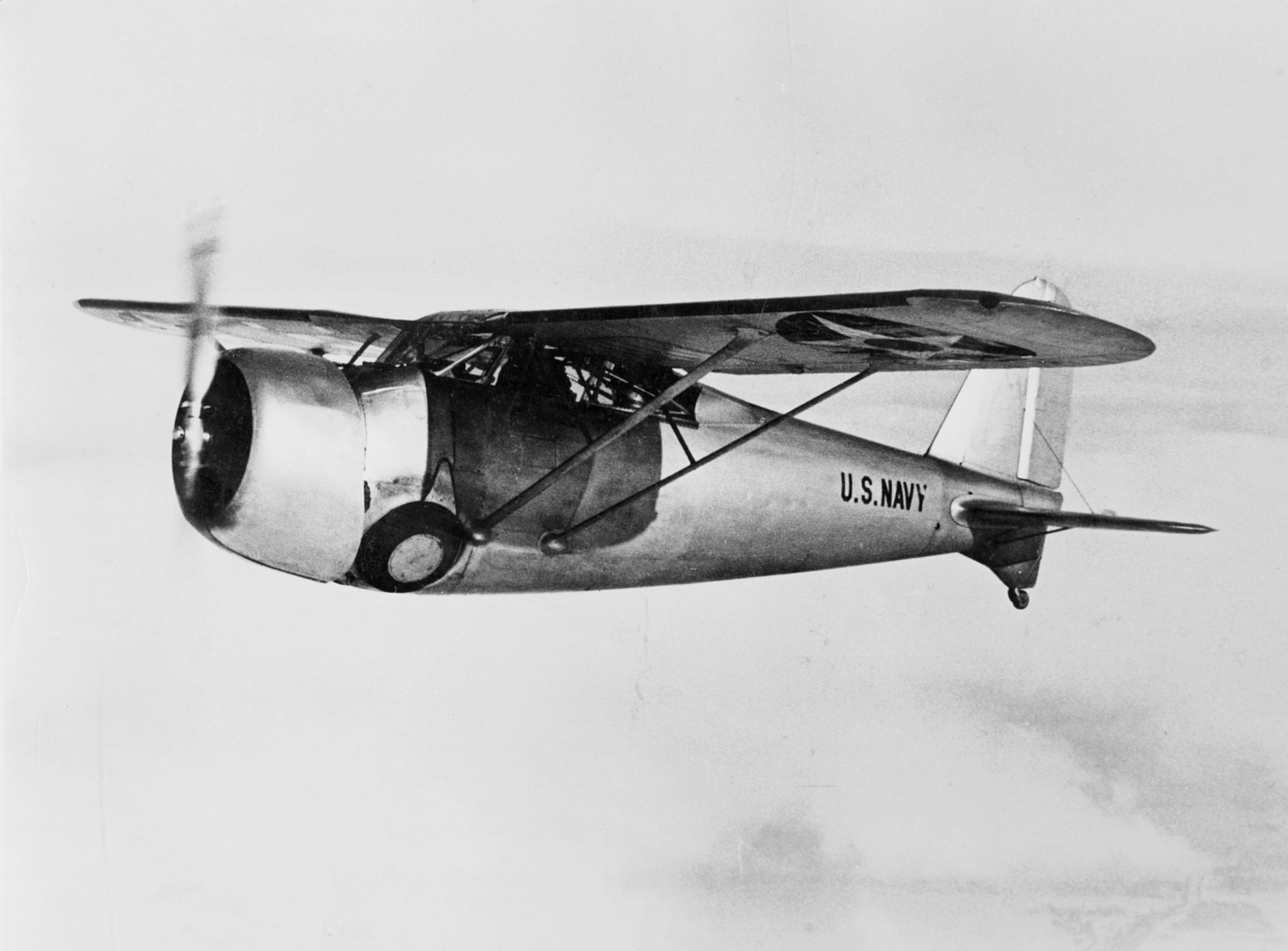
XF13C-1, 1934.

Dữ liệu lấy từ 
Đặc điểm tổng quát
- Kíp lái: 1
- Chiều dài: 25 ft 0 in (7,62 m)
- Sải cánh: 35 ft 0 in (10.66 m)
- Chiều cao: 8 ft 9.5 in (2.66 m)
- Diện tích cánh: 205 ft2 (19.04 m2)
- Trọng lượng rỗng: 3.412 lb (1.548 kg)
- Trọng lượng có tải: 4.634 lb (2.102 kg)
- Động cơ: 1 × Wright SGR-1510-12, 700 hp ( kW) mỗi chiếc

Hiệu suất bay
- Vận tốc cực đại: 246 mph (396 km/h)
- Tầm bay: 726 dặm (1,168 km)
- Trần bay: 25.250 ft (7.696 m)
- Vận tốc lên cao: 2000 ft/min (10,16 m/s)

Vũ khí trang bị
- 1 × súng máy.50 in (12,7 mm)
- 1 × súng máy.30 in (7,62 mm)